# جيمس تايلور (سياسي)
جيمس تايلور (بالإنجليزية: James Taylor)‏ هو سياسي بريطاني، ولد في 1820 بلندن في الإمبراطورية الرومانية، وتوفي في 19 أكتوبر 1895 بتوومبا في أستراليا. انتخب عضو المجلس التشريعي ولاية كوينزلاند.